# Ősi víznyelő
A Dél-Kínában felfedezett Sas nevű Ősi víznyelő a Kuanghszi-Csuang Autonóm Területén, Ping'e falu közelében található. Az ázsiai víznyelőbarlang 306 méter hosszú, 150 méter széles, 192 méter mély. Összességében a térfogata meghaladja az ötmillió köbmétert. A Löje Fengsan UNESCO geopark része.

## Leírás
Kínai szakértők egy óriási víznyelőre bukkantak, a karsztformát egy csapat barlangkutató és barlangász találta meg 2022. május 6-án. George Veni, az Amerikai Egyesült Államok Nemzeti Barlang- és Karsztkutató Intézetének igazgatója szerint a felfedezés nem meglepő, hiszen Dél-Kína karsztrendszerében rengeteg látványos víznyelő és barlang fekszik. George Veni az expedícióban nem vett részt. Az expedíció vezetője, Csen Li-hszi úgy gondolja, mivel az ökoszisztéma érintetlen, így elképzelhető, hogy a mélyedésben még nem felfedezett fajok élnek. A csoport egyik tagja, Xinhua szerint a régió és az Ősi víznyelő kiérdemelte, hogy az UNESCO világörökség részévé válasszák.
Az eddig felfedezetlennek hitt víznyelő alján egy ősi, tropikus erdő helyezkedik el. Az erdőben 40 méteres faóriások, famatuzsálemek nőttek és az aljnövényzet pedig vállig ér. A nagy formáció három bejárattal rendelkezik.